# アッサール・ガブリエルソン
アッサール・ガブリエルソン（Assar Nathanael Thorvald Gabrielsson 、1891年8月13日 - 1962年5月28日）はスウェーデンの財界人。ボルボの創業者の一人。
家族は、1916年に結婚したAnna Teresia Anderssonと、4人の子ども。
1891年、ガブリエルソンはスウェーデン中南部、スカラボリ地方コルスベルヤのタマゴ商人の家に生まれた。
幼少より学業は優秀で、ストックホルム商科大学で経済学を学んだ後、1912年から4年間、スウェーデン議会で速記者としてつとめた。その後、ヨーテボリの当時スウェーデン最大の企業であった大手ベアリングメーカー「SKF」に入社。卓越したセールスマンシップから、1920年にパリ支社長に抜擢された。
このパリ駐在中、品質の優れたSKFのベアリングがフランスの自動車業界で需要が高く、自国の工業製品が外国で競争力を持っている状況を目の当たりにした彼は、自動車産業に着目した。当初から自動車生産を産業として成立させることを前提に計画をスタートさせた。
当時のスウェーデンは、SKFやボフォースなど高い機械水準を持つ企業が存在し、良質な商品を作る素地があった。また、当時のスウェーデンの労働者の工賃は、アメリカの労働者の工賃に比べておよそ4分の1程度であり、コスト競争に太刀打ちできると踏んだのである。

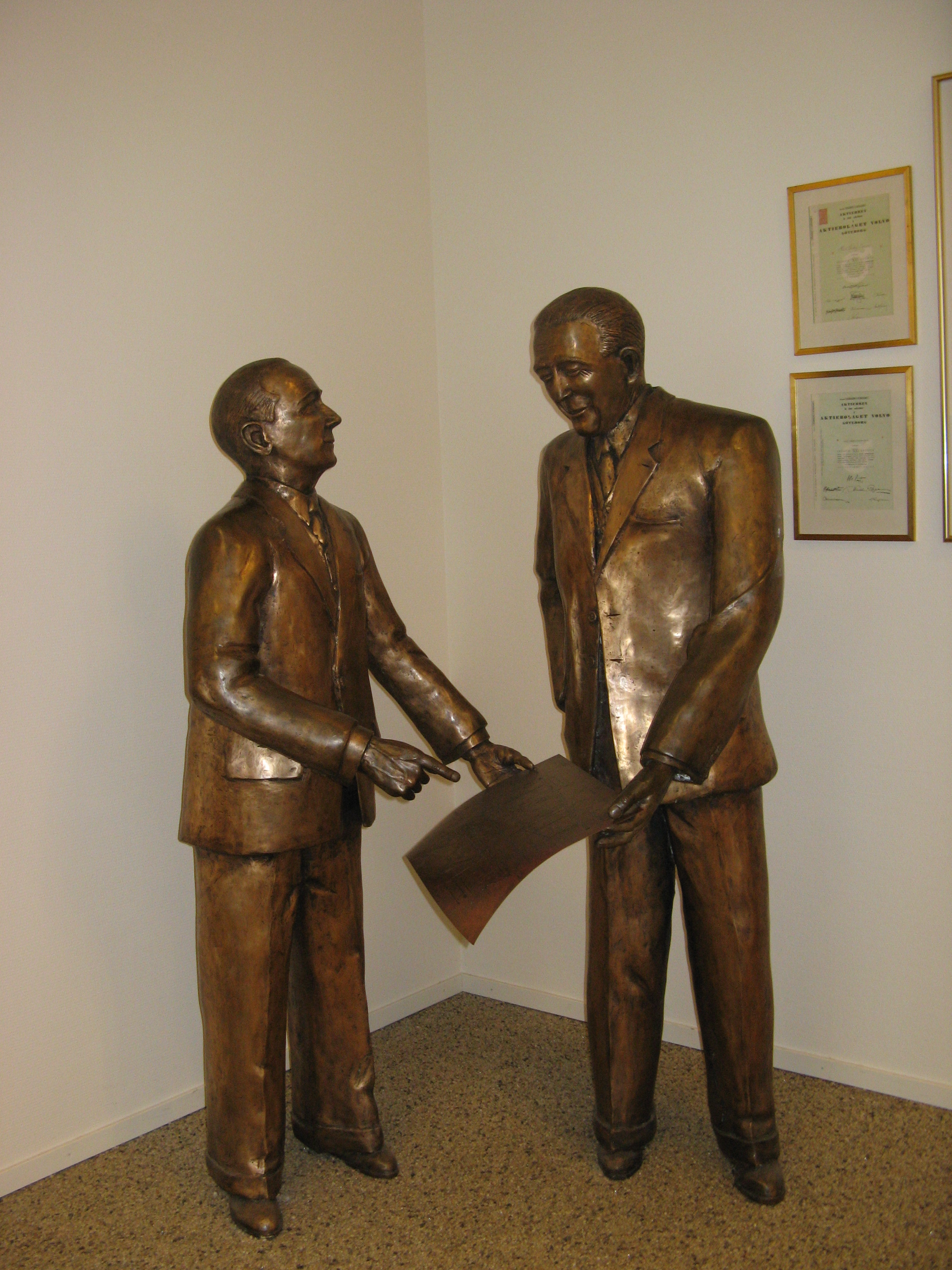
アッサール・ガブリエルソン（右） とグスタフ・ラーソン（左）

1924年、ストックホルムのカフェで、以前SKF社の設計部に勤め、ガルコ社の技術部長だったグスタフ・ラーソンと再会すると、本格的にスウェーデンで製造すべき自動車の設計に取りかかった。設計は営業畑出身のガブリエルソンがコスト面の計算を行い、販売予定価格を決めた上で行われた。1925年7月におおよその青写真が完成すると、9台のオープンカーと1台のサルーンの試作車の製作が開始された。この試作車製作は、ストックホルムの小さな倉庫を改造した工場で行われ、ガブリエルソンの個人資産によってまかなわれた。

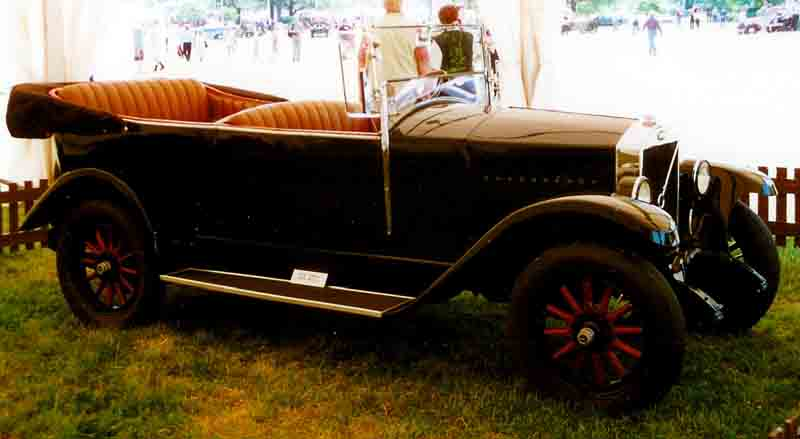
ボルボ ÖV 4

1926年6月から8月にかけて試作車が完成すると、1926年8月10日にSKFが20万クローナの出資を行うことを決定。SKFが親会社の立場で、休眠子会社のブランド名「ボルボ (Volvo)」と、ヨーテボリにあった子会社の工場の一棟を与え、自動車事業を始めさせた。
このヨーテボリの工場は1926年10月27日から生産体制を整え始め、1927年7月14日にはボルボ最初の量産車であるÖV 4の生産第一号車をラインオフさせた。ÖV 4はこの年の内に297台、翌年の1928年には900台、1929年には1,400台を販売した。これは予定していた販売台数には及ばなかったものの、当初よりコスト計算を十分に行っていたために、比較的早い段階で利益を生み始めた。
1930年に、このSKFの子会社から借りていた工場敷地を買い取り、隣接地も買い増しすることでタクシー生産を開始。
1935年に、株式を上場した。
1956年6月、30年間に渡るボルボ社長の地位をグンナー・エンゲローに譲り取締役会長に退くと、1962年に亡くなった。